# NGC 23
NGC 23 ist eine aktive Balken-Spiralgalaxie mit hoher Sternentstehungsrate vom Hubble-Typ SBa im Sternbild Pegasus am Nordsternhimmel. Sie ist schätzungsweise 211 Millionen Lichtjahre von der Milchstraße entfernt und hat einen Durchmesser von etwa 130.000 Lichtjahren. Wahrscheinlich bildet sie gemeinsam mit NGC 26 ein gebundenes Galaxienpaar. Sie ist Mitglied der Galaxiengruppe LGG 2 oder NGC 23-Gruppe.

## Aufnahmen

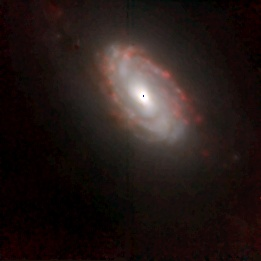
Falschfarbendarstellung des Zentrums der Galaxie, aufgenommen mit der NICMOS-Kamera des HST bei 1,1 µm, 1,6 µm und 1,9 µm.

Die Supernova SN 1955C wurde hier entdeckt.
Das Objekt wurde am 10. September 1784 vom deutsch-britischen Astronomen Wilhelm Herschel entdeckt.

## NGC 23-Gruppe
| Galaxie | Alternativname | Entfernung/Mio. Lj |
| ------- | -------------- | ------------------ |
| NGC 1   | PGC 564        | 211                |
| NGC 23  | PGC 698        | 212                |
| NGC 26  | PGC 732        | 213                |
| PGC 912 | UGC 127        | 217                |
| PGC 619 | UGC 69         | 215                |
| PGC 654 | UGC 79         | 201                |
| PGC 830 | UGC 110        | 209                |